# Stroppiana
Stroppiana (Strupian-a in piemontese) è un comune italiano di 1 181 abitanti della provincia di Vercelli in Piemonte. È situato a metà strada tra Vercelli e Casale Monferrato, al confine con la provincia di Alessandria.
Fa parte, con altri cinque comuni (Caresana, Costanzana, Motta de' Conti, Pertengo e Pezzana) dell'Unione Comuni Co.Ser. Bassa Vercellese.

Chiesa parrocchiale

## Storia

### Simboli
Lo stemma del Comune di Stroppiana è stato concesso con decreto del presidente della Repubblica del 26 giugno 2006.
Il gonfalone è un drappo di giallo con la bordatura di azzurro.

## Monumenti e luoghi d'interesse
- Chiesa parrocchiale di San Michele risalente al 1760, conserva al suo interno l'organo settecentesco e un pulpito in legno scolpito
- Chiesa di Santa Marta che custodisce la cappella del Santo Sepolcro

## Società

### Evoluzione demografica
Abitanti censiti

## Cultura

### Scuole
Sono presenti a Stroppiana sia la scuola dell'infanzia che la scuola elementare.

## Economia
In posizione baricentrica rispetto alle direttrici che portano verso Milano, Torino e Pavia, il Comune è un piccolo centro agricolo con il 90% di coltivazione a riso, ma che allo stesso tempo non manca dei servizi primari.

## Infrastrutture e trasporti
Fra il 1886 e il 1935 la località era servita da una fermata della tranvia Vercelli-Casale. Ora unicamente servizi di autobus che collegano con Vercelli e Casale Monferrato.

## Amministrazione
| Periodo        | Periodo | Primo cittadino    | Partito      | Carica  | Note |
| -------------- | ------- | ------------------ | ------------ | ------- | ---- |
| 27 maggio 2019 | -       | Maria Grazia Ennas | Lista Civica | Sindaco |      |

## Sport
La squadra di calcio locale è la Stroppiana L.N. e gioca nel campionato di Serie A del CSI della provincia di Vercelli.